# Coenonympha lineata
Coenonympha lineata är en fjärilsart som beskrevs av Marcel Caruel 1947. Coenonympha lineata ingår i släktet Coenonympha och familjen praktfjärilar. Inga underarter finns listade i Catalogue of Life.